# Liste des longs métrages lituaniens proposés à l'Oscar du meilleur film international
Cet article présente la liste des longs métrages lituaniens proposés à l'Oscar du meilleur film international.

## Films proposés par la Lituanie
| Année (cérémonie) | Titre français                      | Titre original                     | Réalisateur                     | Résultat  |
| ----------------- | ----------------------------------- | ---------------------------------- | ------------------------------- | --------- |
| 2006 (79e)        | Pries parskrendant i zeme           | Pries parskrendant i zeme          | Arūnas Matelis (lt)             | Non nommé |
| 2008 (81e)        | Nereikalingi žmonės (lt)            | Nereikalingi žmonės (lt)           | Māris Martinsons (lt)           | Non nommé |
| 2009 (82e)        | Duburys (lt)                        | Duburys (lt)                       | Gytis Lukšas (lt)               | Non nommé |
| 2011 (84e)        | Kai apkabinsiu tave (lt)            | Kai apkabinsiu tave (lt)           | Kristijonas Vildžiūnas (lt)     | Non nommé |
| 2012 (85e)        | Raminas (lt)                        | Raminas (lt)                       | Audrius Stonys (lt)             | Non nommé |
| 2013 (86e)        | Pokalbiai rimtomis temomis          | Pokalbiai rimtomis temomis         | Giedrė Beinoriūtė (lt)          | Non nommé |
| 2014 (87e)        | Lošėjas (lt)                        | Lošėjas (lt)                       | Ignas Jonynas                   | Non nommé |
| 2015 (88e)        | Summer                              | Sangailės vasara                   | Alantė Kavaitė                  | Non nommé |
| 2016 (89e)        | Senekos diena (lv)                  | Senekos diena (lv)                 | Kristijonas Vildziunas          | Non nommé |
| 2017 (90e)        | Frost                               | Šerkšnas                           | Šarūnas Bartas                  | Non nommé |
| 2018 (90e)        | Wonderful Losers: A Different World | Nuostabieji Luzeriai. Kita planeta | Arūnas Matelis                  | Non nommé |
| 2019 (92e)        | Laiko tiltai (lv)                   | Laiko tiltai (lv)                  | Kristine Briede, Audrius Stonys | Non nommé |
| 2020 (93e)        | Nova Lituania                       | Nova Lituania                      | Karolis Kaupinis                | Non nommé |
| 2021 (94e)        | Izaokas (de)                        | Izaokas (de)                       | Jurgis Matulevičius             | Non nommé |
| 2022 (95e)        | Piligrimai (gl)                     | Piligrimai (gl)                    | Laurynas Bareiša                | Non nommé |
| 2023 (96e)        | Slow                                | Tu man nieko neprimeni             | Marija Kavtaradzė               | Non nommé |